# Чурен
Чурен е село в Южна България. То се намира в община Родопи, област Пловдив.

## География
Село Чурен е разположено в Родопите на 1400 m надморска височина. Селото е на около 26 km
от град Перущица. Близо до селото се намира хижа „Върховръх“. Пътят за Чурен минава през село Скобелево и през хижа „Родопи“.
Селото е малко, като през зимния сезон е почти необитаемо. През пролетта и особено през лятото селото се оживява от завръщащите се бивши жители и посещаващите туристи. Местните се занимават с отглеждането на животни – предимно овце и крави, отглеждат също картофи, малини и ягоди.
Селището се намира на южния склон на Върховръшкия рид. Място за отдих през лятото. През зимата недостатък е нередовният транспорт и слабо поддържаните пътища.

## История
Според преброяването на населението в Царство България през 1910 година, към 31 декември същата година в Чурен живеят 529 помаци.
Марин Гагов – запасник от село Чурен – е бил изпратен да върне избягалите помаци от Чурен след насилственото покръстване през 1912 – 1913 година, за което той сам разказва за списание „Родопи“:

„Казах хми: пращат ме отгоре (от село) да ви собера и да си варвиме, нема какво да ва е страх. Каквото е минало, минало. Пращат ма да ва пазя. Никой нищо нема да ви стори. Га дойдохме в 1 часа, отидох си ей у дома, легнах, че колко съм поспал, два-три часа, че станах да ида да пика вонка, га слушам тук са вика „Аллах икбеер!“ Ох, маке им да..., си реках, че нали са покростени, какво е сова? Че влезох в кощи, опасах паласките, грабнах малинхерата... Дойдох на вратата на жамията и извиках нах вотре: Стой! Вашата маке! Какво правите тука? Имаше вотре до сто души. Кланят се по турцки... Че като взех една сопа-вастагарка, че един по един зоха да излизат и я удари, на те ви едно кланене, нали сте болгари! Та докрай, до един до де излезат... Че на утринто се качих на един кон, право при генерала в Пловдив. Докладвах му и го питам какво да правя. Той вика: Трепи, какво ще правиш! Хубаво си сторил. Те са покръстени, не са в Турция и трябва тъй да си останат.“

## Население
Численост на населението според преброяванията през годините:
| \| Година на преброяване \| Численост \| \| --------------------- \| --------- \| \| 1934 \| 213 \| \| 1946 \| 245 \| \| 1956 \| 265 \| \| 1965 \| 131 \| \| 1975 \| 82 \| \| 1985 \| 17 \| \| 1992 \| 14 \| \| 2001 \| 9 \| \| 2011 \| 5 \| \| 2021 \| 0 \| |           |
| Година на преброяване | Численост |
| 1934 | 213       |
| 1946 | 245       |
| 1956 | 265       |
| 1965 | 131       |
| 1975 | 82        |
| 1985 | 17        |
| 1992 | 14        |
| 2001 | 9         |
| 2011 | 5         |
| 2021 | 0         |

### Етнически състав
Преброяване на населението през 2011 г.
Численост и дял на етническите групи според преброяването на населението през 2011 г.:
|                     | Численост | Дял (в %) |
| Общо                | 5         | 100.00    |
| Българи             | 3         | 60.00     |
| Турци               | 0         | 0.00      |
| Цигани              |           |           |
| Други               |           |           |
| Не се самоопределят | 0         | 0.00      |
| Неотговорили        | 0         | 0.00      |